# Pleun Strik
Pleun Strik (Rotterdam, 1944. május 27. – 2022. július 14.) holland válogatott labdarúgó.
A holland válogatott tagjaként részt vett az 1974-es világbajnokságon.

## Sikerei, díjai
Hollandia
- Világbajnoki ezüstérmes: 1974

## Statisztika

### Mérkőzései a holland válogatottban
| Hollandia | Hollandia           | Hollandia                     | Hollandia     | Hollandia | Hollandia   | Hollandia    | Hollandia | Hollandia |
| #         | Dátum               | Helyszín                      | Hazai         | Eredmény  | Vendég      | Kiírás       | Gólok     | Esemény   |
| --------- | ------------------- | ----------------------------- | ------------- | --------- | ----------- | ------------ | --------- | --------- |
| 1.        | 1969. szeptember 7. | Chorzów, Stadion Śląski       | Lengyelország | 2 – 1     | Hollandia   | vb-selejtező | -         |           |
| 2.        | 1969. október 22.   | Rotterdam, Feijenoord Stadion | Hollandia     | 1 – 1     | Bulgária    | vb-selejtező | -         |           |
| 3.        | 1970. január 28.    | Tel-Aviv, Bloomfield stadion  | Izrael        | 0 – 1     | Hollandia   | barátságos   | -         |           |
| 4.        | 1970. október 11.   | Rotterdam, Feijenoord Stadion | Hollandia     | 1 – 1     | Jugoszlávia | Eb-selejtező | -         |           |
| 5.        | 1970. november 11.  | Drezda, Rudolf Harbig Stadion | NDK           | 1 – 0     | Hollandia   | Eb-selejtező | -         |           |
| 6.        | 1971. április 4.    | Split, Stadion pod Marjanom   | Jugoszlávia   | 2 – 0     | Hollandia   | Eb-selejtező | -         |           |
| 7.        | 1971. október 10.   | Rotterdam, Feijenoord Stadion | Hollandia     | 3 – 2     | NDK         | Eb-selejtező | -         |           |
| 8.        | 1974. május 26.     | Amszterdam, Olimpiai Stadion  | Hollandia     | 4 – 1     | Argentína   | barátságos   | 1         | 74'       |
|           | Összesen            |                               |               | 8         | mérkőzés    |              | 1         | gól       |